# Lahr/Schwarzwald
Lahr/Schwarzwald (do 30 września 1978 Lahr) – miasto w Niemczech, w kraju związkowym Badenia-Wirtembergia, w rejencji Fryburg, w regionie Südlicher Oberrhein, w powiecie Ortenau, siedziba wspólnoty administracyjnej Lahr/Schwarzwald. Leży w Schwarzwaldzie, ok. 15 km na południowy zachód od Offenburga i ok. 9 km na wschód od granicy z Francją.

## Warunki naturalne

### Klimat
| Miesiąc                                                   | Sty   | Lut   | Mar   | Kwi  | Maj  | Cze  | Lip  | Sie  | Wrz  | Paź  | Lis   | Gru   | Roczna |
| --------------------------------------------------------- | ----- | ----- | ----- | ---- | ---- | ---- | ---- | ---- | ---- | ---- | ----- | ----- | ------ |
| Rekordy maksymalnej temperatury [°C]                      | 17.4  | 22.1  | 26.4  | 31.4 | 33.8 | 37.0 | 38.4 | 39.5 | 33.3 | 30.4 | 23.0  | 21.0  | 39,5   |
| Średnie temperatury w dzień [°C]                          | 5.3   | 7.5   | 12.0  | 16.8 | 20.5 | 24.3 | 26.2 | 26.0 | 21.5 | 16.2 | 9.6   | 6.1   | 16,0   |
| Średnie dobowe temperatury [°C]                           | 2.4   | 3.5   | 6.9   | 10.9 | 15.0 | 18.6 | 20.3 | 19.8 | 15.4 | 11.1 | 6.2   | 3.3   | 11,1   |
| Średnie temperatury w nocy [°C]                           | -0.8  | -0.4  | 1.9   | 4.9  | 9.2  | 12.7 | 14.4 | 14.0 | 9.9  | 6.7  | 2.7   | 0.3   | 6,3    |
| Rekordy minimalnej temperatury [°C]                       | -19.8 | -22.0 | -14.4 | -5.2 | -1.1 | 3.5  | 6.3  | 5.2  | 0.8  | -6.7 | -10.4 | -17.9 | −22,0  |
| Opady [mm]                                                | 46.0  | 45.0  | 53.0  | 56.0 | 94.0 | 79.0 | 89.0 | 83.0 | 54.0 | 75.0 | 63.0  | 56.0  | 793,0  |
| Źródło: Wetter und Klima Lahr/Schwarzwald / wetterlabs.de |       |       |       |      |      |      |      |      |      |      |       |       |        |

## Transport
W Lahr/Schwarzwald znajduje się skrzyżowanie dróg krajowych B3, B36 oraz B415. Przez miasto przebiega również linia kolejowa InterCity. Około 2 km na zachód znajduje się autostrada A5 i port lotniczy Black Forest Airport.

## Bibliografia

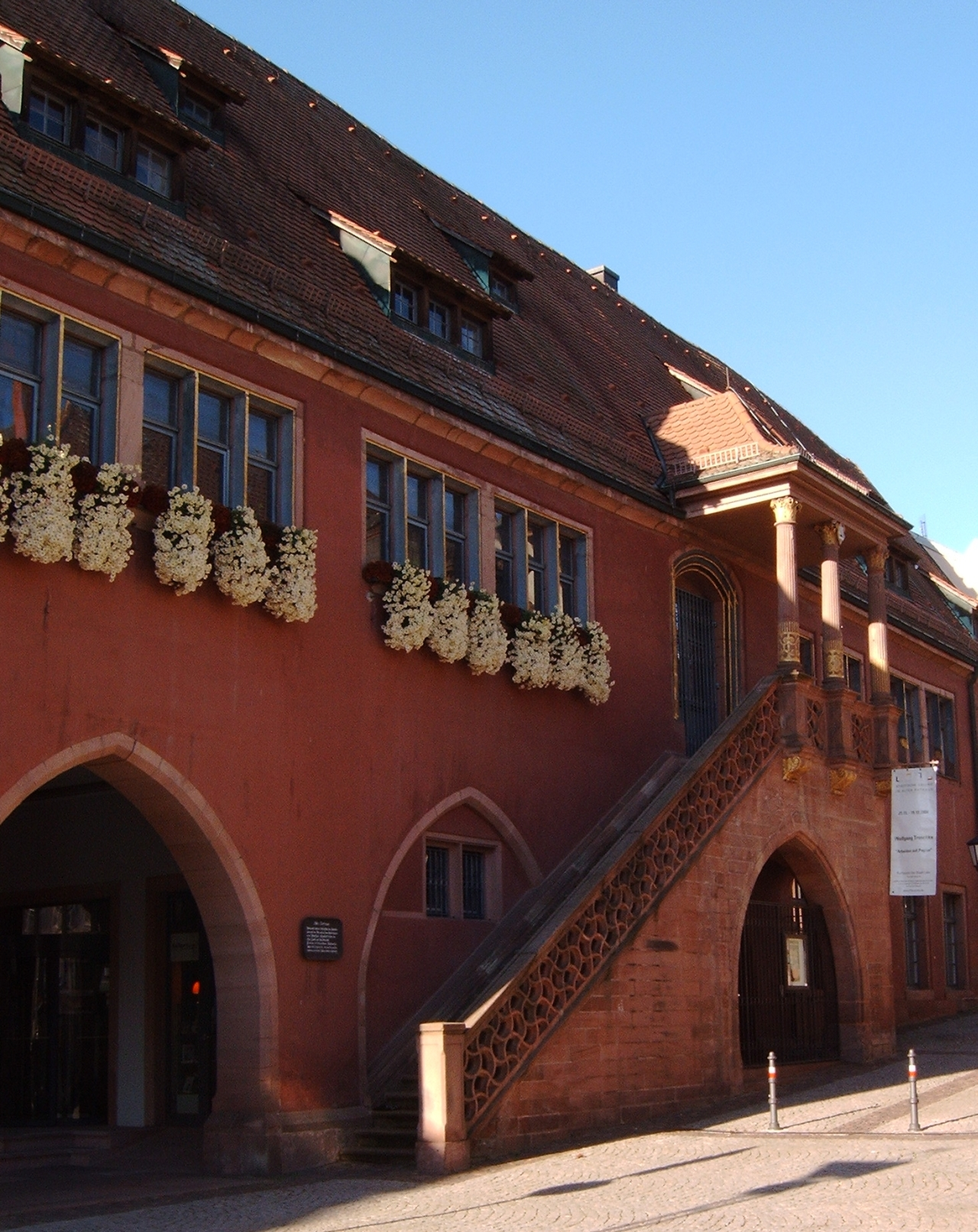
Stary Ratusz

## Współpraca
Miejscowości partnerskie:
- Alajuela, Kostaryka
- Belleville, Kanada
- Dole, Francja